# Byta
Byta (bułg. Бъта) – wieś w południowej Bułgarii, w obwodzie Pazardżik, w gminie Panagjuriszte.
Miejscowość ta znajduje się 8 km od ośrodka administracyjnego Panagjuriszte i 37 km od stolicy obwodu Pazardżik. Położona jest w górzystym terenie. Przepływa przez nią rzeka Łuda Jana.